# Елбасан (област)
Област Елбасан (на албански: Qarku i Elbasanit) е административно-териториална област в Албания, разположена в централна част на страната, с площ от 3199 км2. Съставена е от 7 общини – Белш, Грамш, Елбасан, Либражд, Пекин, Преняс и Църик. Числеността на населението според преброяването през 2011 г. е 295 827 души. Административен център е град Елбасан.